# Chiến dịch Voronezh–Kastornoye
Chiến dịch Voronezh–Kastornoye (từ ngày 24 tháng 1 đến ngày 17 tháng 2 năm 1943) là một hoạt động quân sự chiến thuật của quân đội Liên Xô chống lại 10 sư đoàn Đức và 2 sư đoàn Hungary tại mặt trận Voronezh trong Chiến tranh vệ quốc vĩ đại.
Kết quả thắng lợi lớn của Chiến dịch Ostrogozhsk - Rossosh đã làm cho cụm quân Đức - Hungary đóng trong vùng Voronezh, Kastornoye bị hở một khoảng dài hơn 100 km tại sườn phía Nam. Sườn phía Bắc của cụm quân này cũng đang bị Tập đoàn quân 13 của Phương diện quân Briansk uy hiếp. Những điều kiện thuận lợi cho việc đánh bại các lực lượng Đức đóng đối diện với khu vực Voronezh, Kastornoye đã xuất hiện. Cũng như tại Chiến dịch Ostrogozhsk-Rossosh trước đó, tại khu vực thượng lưu và trung lưu sông Đông, quân đội Đức Quốc xã không còn các đơn vị dự bị cơ động để tăng viện cho các hướng bị uy hiếp. Quân số và phương tiện của các đơn vị còn lại của Cụm tập đoàn quân B cũng bị tiêu hao bởi các trận đánh nhỏ lẻ hàng ngày và chiến tranh du kích.
Ngày 24 tháng 1 năm 1943, Phương diện quân Voronezh do trung tướng Filipp Ivanovich Golikov chỉ huy gồm Tập đoàn quân xe tăng 3, các tập đoàn quân 40 và 60 và Tập đoàn quân 13 trên cánh trái của Phương diện quân Bryansk do trung tướng Maks Andreevich Reyter chỉ huy phối hợp chặt chẽ dưới sự điều hành thống nhất của Nguyên soái A. M. Vasilevsky đã phá vỡ phòng tuyến Đức, phát động một cuộc tấn công vào khu vực Kursk và phát triển tiến công từ phía bắc và phía nam hướng đến Kastornoye. Ngày 25 tháng 1, Tập đoàn quân 60 của tướng I. D. Cherniakhovsky đã lấy lại phần phía Tây thành phố Voronezh từ tay quân đội Đức Quốc xã. Bất chấp băng giá và bão tuyết hoành hành trong suốt thời gian diễn ra chiến dịch, quân đội Liên Xô vẫn tấn công mau lẹ. Ngày 28 tháng 1, trong một trận đánh quyết định, họ đã phá vỡ tuyến phòng thủ của quân Đức quanh Kastornoye và chiếm lại thành phố này vào buổi sáng ngày hôm sau. Khi các tuyến đường chính có thể sử dụng để rút lui của quân Đức đã bị quân đội Liên Xô cắt đứt thì có đến 10 sư đoàn quân Đức và 2 sư đoàn quân Hungary đã bị vây chặt ở phía Đông Nam thị trấn Kastornoye và mọi cố gắng của quân Đức để phá vây đều trở nên vô ích. Toàn bộ 125.000 quân bị vây, trong đó có đến 83% là quân Đức đã bị tiêu diệt hoặc bị bắt. Tiếp sau Chiến dịch Ostrogozhsk-Rossosh, chiến dịch Voronezh-Kastornoye đã tiêu diệt một nhóm quân lớn thứ hai của Cụm tập đoàn quân B (Đức) trong khu vực Voronezh-Kursk, đặt nhóm quân Đức còn lại đang đóng tại khu vực Kharkov-Belgorod với binh lực rất mỏng vào tình thế bị đe dọa bao vây và tiêu diệt.

## Bối cảnh
Mùa đông 1942-1943, quân Đức đã thua nhiều trận quan trọng trên chiến trường Xô-Đức từ Kavkaz đến Stalingrad. Tổng số thương vong đã lên đến trên hai triệu người, hàng chục vạn đơn vị vũ khí, khí tài hạng nặng như xe tăng, pháo, máy bay... bị phá huỷ. Những thiệt hại trong chiến cục mùa đông 1942-1943 đã vượt xa những thiệt hại của quân Đức trong mùa đông 1941-1942. Phòng tuyến sông Đông do quân Đức xây dựng và cố thủ để cố gắng chờ đến mùa hè đã bị chọc thủng tại trung lưu sông Đông trong Chiến dịch Sao Thổ. Trên hướng này, quân đội Liên Xô đang chuẩn bị thực kiện kế hoạch "Bước nhảy" để tiến vào miền đông Ukraina.
Tại thượng lưu sông Đông, những lực lượng quan trọng của Tập đoàn quân 2 đã bị thiệt hại nặng trong chiến dịch Ostrogozhsk-Rossosh, các binh đoàn quân đồng minh Đức gồm Tập đoàn quân 2 Hungary và Quân đoàn sơn chiến Alpino của Ý gần như bị xóa sổ. Thất bại ở Tây Nam Voronezh đã làm cho nhóm quân còn lại của quân Đức đóng tại khu vực tứ giác Voronezh, Kastornoye, Kursk, Korotoyak bị hở một khoảng trống dài hơn 100 km ở sườn phía Nam. Phía Bắc cánh quân này, Tập đoàn quân 13 của Phương diện quân Bryansk đang uy hiếp trên hướng Stary Oskol vào phía sau những lực lượng chủ yếu của Tập đoàn quân 2 (Đức). Đây cũng là nhóm quân chủ lực cuối cùng còn lại của Cụm tập đoàn quân B do thống chế Maximilian von Weichs chỉ huy. Lực lượng dự bị cuối cùng của ông ta chỉ còn lại sư đoàn xe tăng 4 đã suy yếu quá nhiều với 70 xe tăng cùng các đội lái đã mệt mỏi.
Mùa đông 1942-1943 với những trận bão tuyết và giá rét khác thường đã làm cho tình cảnh quân đội Đức tại mặt trận đã khó khăn càng thêm khó khăn. Khi phải rút lui trở lại những nơi đã tràn qua trong các trận tiến công năm trước và bị tàn phá nặng nề, quân Đức không còn có thể khai thác được gì hơn để bù đắp cho những thiếu hụt về lương thực và chất đốt do cuộc chiến tranh đường sắt của các đội du kích Liên Xô đã liên tục đánh đổ các đoàn tàu hỏa của quân Đức trên đường ra mặt trận. Mỏm đất nhô có đầu mũi nằm tại phần hữu ngạn sông Đông với đỉnh là một phần thành phố Voronezh ở bờ Tây con sông này do quân Đức chiếm đóng trước đây có vẻ như không bị đe dọa thì nay lại có nguy cơ trở thành một vòng vây mới tại thượng lưu sông Đông. Trong khi đó, quân dự bị của người Đức tại mặt trận đã cạn. Những binh đoàn tăng viện từ Đức và Pháp sang thì dự kiến đến đầu mùa hè mới có thể tiếp cận chiến trường. Khác với thái độ lạc quan của thống chế Maximilian von Weichs, tham mưu trưởng của ông ta là tướng Hans von Salmuth đã nhận thấy thế đứng chân rất chông chênh của Tập đoàn quân 2 (Đức) và đề nghị có phương án dự phòng để rút lui chiến lược nhưng Maximilian von Weichs đã không chịu lắng nghe những ý kiến đó.
Ngày 18 tháng 1 năm 1943, trong khi tiếp tục điều động các đơn vị cơ giới bao vây và đánh tan các lực lượng Đức, Hungary và quân đoàn Alpino của Ý trong Chiến dịch Ostrogozhsk-Rossosh, đại tướng A. M. Vasilevsky, Tổng Tham mưu trưởng và là đại diện của Đại bản doanh và cùng trung tướng F. I Golikov, tư lệnh Phương diện quân Voronezh đã gửi báo cáo cho Tổng tư lệnh tối cao I. V. Stalin về kế hoạch triển khai các hoạt động quân sự tiếp theo tại thượng lưu sông Đông mang tên Chiến dịch Voronezh–Kastornoye.

## Binh lực và kế hoạch

### Quân đội Liên Xô
Ngay sau khi bao vây và đánh tan cánh phải của Cụm tác chiến Weichs bằng Chiến dịch Ostrogozhsk-Rossosh, quân đội Liên Xô tiếp tục huy động lực lượng cánh trái của Phương diện quân Bryansk phối hợp với Phương diện quân Voronezh tiếp tục tấn công cánh phải của Cụm tác chiến này. Mặc dù binh lực còn lại của nhóm quân này chỉ chiếm không quá 1/3 quân số của toàn bộ Cụm tác chiến Weichs trước ngày 12 tháng 1 nhưng do Phương diện quân Voronezh đã bị tiêu hao 9% binh lực và một số phương tiện trong Chiến dịch Ostrogozhsk-Rossosh nên Bộ Tổng tham mưu Xô Viết quyết định tăng cường thêm cho Phương diện quân Voronezh trong quá trình chuẩn bị chiến dịch. Lực lượng quân đội Liên Xô tham chiến trong chiến dịch Voronezh-Kastornoye gồm:
- Phương diện quân Bryansk do trung tướng Maks Andreevich Reyter chỉ huy. Chỉ có cánh trái của Phương diện quân này tham gia chiến dịch:
  - Tập đoàn quân 13 do thiếu tướng N. M. Pukhov chỉ huy gồm Quân đoàn bộ binh 48, sư đoàn bộ binh cận vệ 6, các sư bộ binh 81, 211, 280, lữ đoàn xe tăng 19 và trong đoàn xe tăng 193 có 81 xe tăng.
  - Sư đoàn pháo binh 5.
- Phương diện quân Voronezh do thượng tướng F. I Golikov chỉ huy. Trừ tập đoàn quân 69 mới thành lập trên cơ sở nâng cấp Quân đoàn bộ binh độc lập 18[13] và tập đoàn quân xe tăng 3 đang chuẩn bị Chiến dịch Belgorod-Kharkov, ba tập đoàn quân chủ lực của phương diện quân tham gia chiến dịch này gồm:
  - Tập đoàn quân 38 của trung tướng N. E. Chibisov gồm các sư đoàn bộ binh 8, 14, 48, 132, 148, 167, 240, 307, lữ đoàn xe tăng 180 và trung đoàn xe tăng 14 có 91 xe tăng;
  - Tập đoàn quân 40 của trung tướng K. S. Moskalenko gồm sư đoàn bộ binh cận vệ 25, các sư đoàn bộ binh 86, 107, 141, 209, 253, 322 và 385, sư đoàn pháo binh 9 và lữ đoàn xe tăng 96 chỉ còn 28 xe tăng;
  - Tập đoàn quân 60 của thiếu tướng I. D. Cherniakhovsky gồm sư đoàn bộ binh cận vệ 26, các sư đoàn bộ binh 68, 125, 129, 168, 183, 309, 340, sư đoàn pháo binh 10 và lữ đoàn xe tăng 150 có 51 xe tăng;
  - Quân đoàn xe tăng 4 do tướng A. G. Kravchenko chỉ huy có 162 xe tăng;
  - Ba sư đoàn bộ binh độc lập;
  - Ba sư đoàn bộ binh trượt tuyết độc lập;
  - Hai trung đoàn pháo phản lực M-13 và M-21.

Sau nhiều tháng chiến đấu liên tục, các sư đoàn bộ binh Liên Xô chỉ còn quân số từ 5.000 đến 6.000 người, mỗi lữ đoàn khoảng 3.000 người, được trang bị từ 4.000 đến 5.000 súng trường, 500 tiểu liên, 100 súng ngắn, 50 súng máy hạng nặng, từ 100 đến 180 súng cối, 75 khẩu pháo.
Theo kế hoạch chiến địch được Bộ Tổng tư lệnh tối cao quân đội Liên Xô phê duyệt ngày 21 tháng 1, Sau khi hoàn thành Chiến dịch Ostrogozhsk - Rossosh, Tập đoàn quân 40 được lệnh quay sang chính diện phía Bắc chuẩn bị tấn công sườn phía Nam của Cụm tác chiến Weichs đang đóng tại khu tứ giác Kastornoye-Livny-Stary Oskol-Voronezh thành một hình cung thuôn dài về phía Đông. Tập đoàn quân 13 của Phương diện quân Voronezh tấn công vào sườn Bắc của cụm quân này. Dự kiến sau hai ngày, hai tập đoàn quân này sẽ họp điểm tại Kastornoye, bao vây phần lớn Tập đoàn quân 2 (Đức) và 2 sư đoàn còn lại của Tập đoàn quân 2 Hungary. Các tập đoàn quân 38 và 60 giữ chính diện Voronezh có nhiệm vụ tấn công chia cắt Cụm tác chiến Weichs thành từng cụm nhỏ để tiếp tục bao vây và tiêu diệt. Nếu được thực hiện với tốc độ nhanh thì những dự kiến tiếp theo cho thấy chiến dịch này có thể phát triển tiếp tục theo hướng Kursk - Belgorod - Kharkov và đánh chiếm các vị trí này trước khi quân Đức có thể điều động lực lượng dự bị đến chiến trường.

### Quân đội Đức Quốc xã
Sau Chiến dịch Ostrogozhsk - Rossosh, Cụm tác chiến Weichs (Đức) chỉ còn lại 10 sư đoàn quân Đức thuộc Tập đoàn quân 2 và 2 sư đoàn thuộc quân đoàn 3 (Tập đoàn quân 2 Hungary) với biên chế thiếu hụt gồm có:
- Tập đoàn quân 2 (Đức) do tướng Hans von Salmuth chỉ huy, biên chế còn lại có:
  - Quân đoàn bộ binh 7 của tướng Ernst-Eberhard Hell gồm các sư đoàn bộ binh 57, 75, 323 và 328 (thiếu);
  - Quân đoàn bộ binh 13 của tướng Friedrich Siebert gồm các sư đoàn bộ binh 82, 327, 340, 377;
  - Các sư đoàn bộ binh 68 và 88.
- Quân đoàn bộ binh 3 là quân đoàn Hungary duy nhất còn lại sau Chiến dịch Ostrogozhsk - Rossosh và cũng chỉ còn lại hai sư đoàn bộ binh 6 và 9.

Ý đồ của Thống chế Maximilian von Weichs là Tập đoàn quân 2 (Đức) phải bám trụ lại càng lâu càng tối trên bờ Tây sông Đông để chờ các lực lượng tăng viện cũng như cuộc tấn công mùa hè của quân Đức sẽ được triển khai sau khi Cụm tập đoàn quân A (Đức) rút khỏi Bắc Kavkaz. Tuy nhiên, tướng Hans von Salmuth cho rằng người Nga đã chuẩn bị một chiến dịch mới và sau khi đánh chiếm cánh phải của cụm quân tại khu vực Ostrogozhsk - Rossosh, họ sẽ tiếp tục tấn công mà không dừng lại vì họ đang nắm quyền chủ động. Hans von Salmuth cho rằng với lực lượng hiện có, chỉ có thể giữ được một vị trí duy nhất là Kharkov. Thống chế Maximilian von Weichs cho rằng nếu rút về Kharkov thì địa hình tại đây rất khó phòng thủ trong điều kiện quân số hao hụt nặng và người Nga đang chiếm ưu thế về cả binh lực và phương tiện. Maximilian von Weichs cũng nhắc lại mệnh lệnh của Hitler yêu cầu phải bám trụ trên tuyến sông Đông và bác bỏ các đề nghị của tướng Hans von Salmuth. Maximilian von Weichs cho rằng với cái rét 25 độ dưới không thì đối phương sẽ không thể triển khai lực lượng cơ giới để đột phá. Và nếu không có xe tăng thì với hệ thống các hỏa điểm được bố trí chặt chẽ, quân Đức có thể trụ lại được qua mùa đông. Trong khi hai viên chỉ huy cao cấp nhất của Cụm tác chiến Weichs còn đang tranh cãi thì quân đội Liên Xô đã tiếp tục tấn công.

## Diễn biến chiến sự

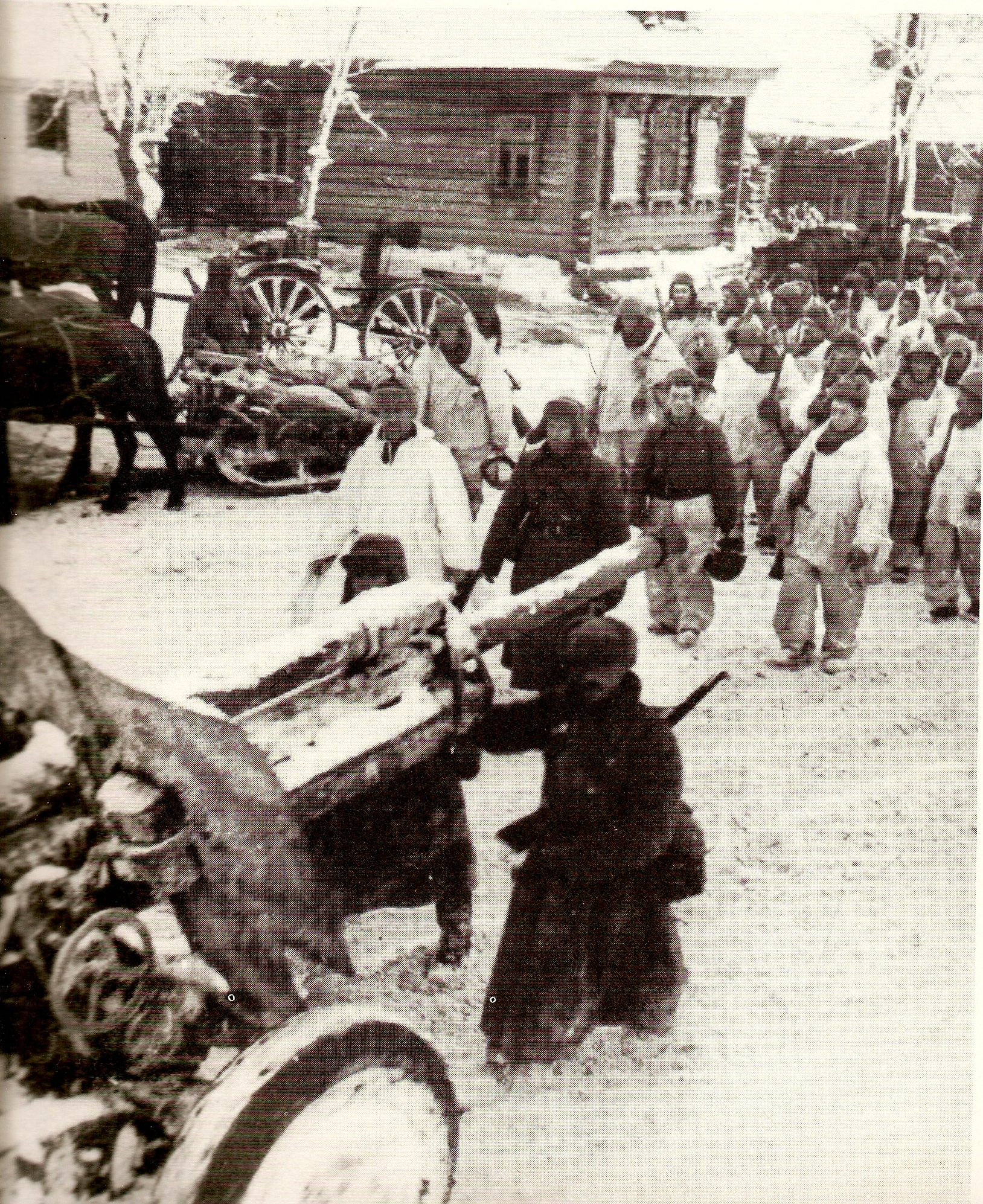
Quân đội Liên Xô triển khai chiến dịch Voronezh-Kastornoye

Mùa đông 1942-1943 nổi tiếng rét dữ và nhiều bão tuyết. Các sư đoàn bộ binh Liên Xô lội trong tuyết ngập đến đầu gối dưới trời rét 28 độ âm. Vì vậy mà Bộ chủ huy chiến dịch chọn thời điểm tấn công vào 12 giờ trưa, khi giá rét đã dịu bớt. Ngày 24 tháng 1, trong khi các nhóm quân Đức ở khu vực Ostrogozhsk - Rossosh còn đang bị bao vây và tiêu diệt từng bộ phận thì Tập đoàn quân 13 (Phương diện quân Bryansk) của tướng N. P. Pukhov chỉ huy phát động tấn công từ hướng Bắc, Tập đoàn quân 40 tấn công từ phía Nam từ Rogovatoye - Kostenkovo (???) - Nikolskoye (???) hướng đến Semidesyaskoye - Gorodishche - Kastornoye. Chỉ sau 30 phút pháo binh bắn phá dọn đường, cả tuyến phòng ngự của quân Đức đã chìm trong làn đạn các cỡ. Xế chiều, các sư đoàn trượt tuyết đã đột kích sâu đến 8 km và các trận địa của Quân đoàn bộ binh 7 (Đức) tại đây đã không còn phòng tuyến liên tục. Cuối ngày, Tập đoàn quân 40 đã tiến đến Stary Oskol và Yastrebovka.
Ngày 24 tháng 1, Tập đoàn quân 38 tấn công từ bàn đạp Terbuny và Tập đoàn quân 60 vượt sông Đông từ khu vực phía Bắc Voronezh. Cảm nhận được mối nguy hiểm, quân Đức bắt đầu rút lui về phía Tây nhưng giống như mùa đông 1941-1942 tại khu vực Moskva, bão tuyến đã làm chậm cuộc rút quân và buộc họ phải bỏ lại nhiều vũ khí hạng nặng. Cả hai tập đoàn quân 38 và 60 cùng tiến vào thành phố lúc 17 giờ chiều 25 tháng 1. Quân đoàn xe tăng 4 của tướng Andrei Grigorievich Kravchenko gặp khó khăn hơn cả do khi di chuyển trong tuyết, lượng tiêu thụ nhiên liệu tăng gấp đôi so với bình thường. Bộ chỉ huy chiến dịch dự định huy động Tập đoàn quân không quân 2 sử dụng hơn 30 máy bay PO-2 chở nhiên liệu tiếp tế cho quân đoàn, nhưng vì bão tuyết vẫn hoành hành cản trở máy bay hoạt động nên tướng A. G. Kravchenko phải dùng xe trượt tuyết do ngựa kéo để tiếp tế nhiên liệu cho các xe tăng.
Cuối buổi chiều 24 tháng 1, Quân đoàn xe tăng 4 chỉ tiến được khoảng 16 km và dùng lại tại thị trấn Nizhni-Gniloye (???) để chờ bộ binh và xe ngựa chở nhiên liệu đang lội tuyết theo sau. Khi sư đoàn bộ binh cận vệ 25 đến nơi, tướng Kravchenko đã đưa tất cả sư đoàn này lên hơn 160 xe tăng của mình để tiến nhanh đến Staromelovoye và Novomelavoye. Trinh sát quân đoàn phát hiện các sư đoàn 323, 377 (Đức) và sư đoàn 6 (Hungary) đang chuẩn bị trận địa đánh chặn ở Novomelavoye. Tướng Kravchenko quyết định không chọn hướng tấn công trực diện mà thay vào đó, ông điều quân đi vòng qua khu phòng thủ này để đánh tập hậu. Bão tuyết đã che kín cuộc chuyển quân này và quân Đức hoàn toàn bị bất ngờ. Xe tăng Liên Xô xuất hiện đột ngột phía sau lưng đã làm cho hai sư đoàn Đức và sư đoàn 6 Hungary rơi vào hoảng loạn và các cuộc chống cự nhanh chóng bị dập tắt. Ngày 26 tháng 1, Quân đoàn xe tăng 4 và lữ đoàn xe tăng 150 (Tập đoàn quân 40) đã đột kích sâu đến Kastornoye, Lachinovo, đánh bật sư đoàn bộ binh 68 (Đức) khỏi Kastornoye về phía Đông và khép chặt vòng vây. Trong khu vực phía Đông Kastornoye có hơn 82.000 quân thuộc 8 sư đoàn quân Đức và 2 sư đoàn quân Hungary đã bị vây chặt.
Tại cánh Bắc, 8 giờ 8 phút ngày 26 tháng 1, Tập đoàn quân 13 mở đầu cuộc tấn công bằng hỏa lực kéo dài 47 phút của các dàn pháo phản lực Katyusha và hơn 400 khẩu pháo, Ngay từ đầu, hỏa lực Katyusha đã phá hủy sân bay dã chiến của quân đoàn không quân 15 (Đức). Không có máy bay yểm hộ, các tuyến công sự phòng thủ của quân Đức gồm nhiều xe tăng chôn dưới đất kết hợp với các hỏa điểm súng máy bằng đất đắp đều tan hoang dưới hỏa lực pháo binh. 9 giờ sáng, trung đoàn xe tăng 19 bắt đầu đột phá cùng với quân đoàn bộ binh 48. Đến cuối ngày 26 tháng 1, cửa đột phá đã được khoan sâu từ 6 đến 7 km và rộng hơn 10 km. Ngày 27 tháng 1, tướng N. P. Pukhov tung lữ đoàn xe tăng 19 vào trận để tăng tốc độ tấn công nhằm bịt chặt hành lang còn lại của quân Đức chỉ còn rộng 16 km. Sau hai ngày tấn công, đến chiều 27 tháng 1, Tập đoàn quân 13 đã phá thủng tuyến phòng thủ của quân Đức có chiều sâu 20 km và mở rộng chính diện đột phá khẩu lên đến 25 km. Ngày hôm sau, một cụm quân Đức thứ hai bị bao vây và tiêu diệt tại khu vực Kshen, số tàn quân Đức còn lại khoảng 2 tiểu đoàn thoát khỏi vòng vây và vượt qua bờ Tây sông Tim.
Ngày 30 tháng 1, Tập đoàn quân 38 tiếp cận chiến trường và phối hợp với 3 sư đoàn bộ binh độc lập được điều từ lực lượng dự bị bắt đầu trận đánh chia cắt và tiêu diệt đối phương trong vòng vây. Đến ngày 1 tháng 2, 7 sư đoàn Đức và 2 sư đoàn Hungary tại đây bị cắt thành ba nhóm. Nhóm thứ nhất gồm các sư đoàn bộ binh 57, 68 và 323 dưới sự chỉ huy của tướng Friedrich Siebert, tư lệnh Quân đoàn bộ binh 13. Nhóm thứ hai gồm tàn quân của các sư đoàn bộ binh 75, 340, 377 (Đức) và các sư đoàn bộ binh 6, 9 (Hungary) do tướng Helmuth Bekeman, tư lệnh sư đoàn bộ binh 75 chỉ huy. Nhóm thứ ba gồm tàn quân của các sư đoàn bộ binh 68, 26 và bộ chỉ huy Quân đoàn bộ binh 7 do tướng Frederick Golvittser chỉ huy. Các nhóm quân này đều chiến đấu quyết liệt để thoát khỏi vòng vây về phía Tây qua Goshechnoye và Tây Nam qua Stary Oskol. Tại khu vực này, vòng vây của quân đội Liên Xô khá mỏng với hai trung đoàn của sư đoàn bộ binh cận vệ 25 và lữ đoàn xe tăng 102 của Quân đoàn xe tăng 4. Ngày 31 tháng 1, tướng Chibisov đã điều động ba sư đoàn bộ binh 129, 167 và 240 sang khu vực Stary Oskol và Gorshechnoye để tăng độ dày của vòng vây. Trong tuyết rơi dày đặc, ba nhóm quân Đức đã hai lần cố gắng trong các ngày 3 và 8 tháng 2 nhằm tìm một "cửa sổ" xuyên qua hàng rào bộ binh Liên Xô để thoát vây nhưng đều thất bại.
Ngày 10 tháng 2, bão tuyến đã ngưng hẳn và Tập đoàn quân 38 mở một cuộc tổng tấn công để thanh toán các nhóm tàn quân của 8 sư đoàn Đức và 2 sư đoàn Hungary trong vòng vây. Ngay trong nửa buổi sáng, sư đoàn bộ binh 240 (Đức) đã bị xóa sổ. Không quân Đức đã thực hiện hơn 200 phi vụ ném bom và tiếp tế đạn dược giúp cho các nhóm tàn quân cố gắng thoát ra nhưng đã bị Tập đoàn quân không quân 2 (Phương diện quân Bryansk) ngăn chặn. Đến cuối ngày 14 tháng 2, 57.000 quân Đức và 12.000 quân Hungary trong vòng vây hạ vũ khí và bị bắt làm tù binh sau khi đã chống cự đến viên đạn cuối cùng. Chỉ có khoảng 6.000 đến 7.000 quân Đức chạy thoát về Kursk.
Theo kế hoạch thì đến ngày 30 tháng 1, chiến dịch sẽ kết thúc với việc đánh chiếm Kastornoye. Tuy nhiên, đến ngày 26 tháng 1 thì chẳng những thành phố này đã bị quân đội Liên Xô đánh chiếm mà hầu hết Tập đoàn quân 2 Đức và 2 sư đoàn Hungary cũng bị tiêu diệt hoặc bị bắt là tù binh tại "cái chảo" Gorshechnoye - Kastornoye. Căn cứ theo báo cáo của tướng F. I. Golikov về việc quân Đức đang rút chạy, Bộ Tổng tư lệnh quân đội Liên Xô lập tức mở rộng mục tiêu chiến dịch, triển khai các đòn tấn công vào Kolpny, Maloarkhangensk phát triển đến Fatezh, không cho quân Đức trụ lại trên tuyến sông Tim và sớm đánh chiếm Kursk, cắt đứt con đường sắt từ Bryansk đi Kharkov từ phía Bắc. Tư lệnh các tập đoàn quân 13, 40 và 60 đều nhất trí rằng với đà suy sụp rất nhanh của Tập đoàn quân 2 (Đức) trên tuyến Starobelsk (???) - Kastornoye, có thể mở ngay các trận tấn công mới mà không cần trinh sát chiến dịch vì tại cửa đột phá rộng đến 120 km phía Đông Kursk, quân Đức chỉ còn một sư đoàn bộ binh (sư đoàn 88) và nhóm tàn quân (không quá 2 tiểu đoàn) thuộc Quân đoàn bộ binh 3 (Hungary) 
Thống chế Maximilian von Weisch buộc phải điều sư đoàn xe tăng 4 đang chờ cấp thêm phương tiện để củng cố và là lực lượng dự bị cuối cùng của ông ta từ Kharkov lên giữ Kursk. Cả sư đoàn này chỉ còn lại hơn 80 xe tăng còn hoạt động được. Tuy nhiên lực lượng này quá mỏng để chống lại các tập đoàn quân 40 và 60 (Liên Xô) đang hướng đòn tấn công vào khu vực Kursk. Ở cánh Bắc, tập đoàn quân 13 cũng mở cuộc tấn công mới vào Oryol. Ngày 29 tháng 1, các tập đoàn quân 40 và 60 cùng Quân đoàn xe tăng 4 được lệnh để nhóm quân Đức - Hungary bị vây lại cho Tập đoàn quân 38 giải quyết và tiếp tục tiến về phía Tây. Mặc dù mật độ xe tăng Liên Xô tại khu vực đột phá thấp (chỉ có 8 chiếc trên 1 km) nhưng trước sức chống cự yếu ớt của sư đoàn xe tăng 4 (Đức), Tập đoàn quân 60 có Quân đoàn xe tăng 4 (Liên Xô) yểm hộ vẫn đột phá được vào Kursk và chiếm thành phố này ngày 8 tháng 2 năm 1943.

## Kết quả và ảnh hưởng
Trong số 125.000 quân Đức tại cánh Bắc của Cụm tác chiến Weichs, chỉ có trên dưới 7.000 quân thoát vây chạy về Kursk và sau đó về nhập với cụm quân Kursk. Chỉ riêng tại thị trấn Kastornoye, quân Đức đã tổn thất 28.000 quân chết và 15.000 bị bắt làm tù binh, hầu hết số xe tăng ít ỏi còn lại bị quân đội Liên Xô phá hủy hoặc thu giữ. Quân đội Liên Xô cũng tổn thất trên 13.000 người, trong đó có hơn 2.000 người bị lạc và chết trong bão tuyết.
Trong tháng 2 năm 1943, ngoài vòng vây lớn nhất đối với quân Đức tại khu vực Stalingrad, còn có hai "tiểu Stalingrad" nữa đã hình thành tại thượng lưu sông Đông và tại cả hai vòng vây này, quân đội Đức Quốc xã đều bị tổn thất nặng nề. Quân đội Liên Xô đã tạo được một thế trận áp đảo trên hướng tấn công chủ yếu và dám để các hướng thụ động bị yếu nhằm tập trung binh lực, hỏa lực và phương tiện để mở đột phá khẩu. Mặc dù tấn công trong bão tuyết nhưng quân đội Liên Xô đã vận dụng hầu như tất cả các phương tiện có trong tay, kể cả phương tiện thô sơ để phục vụ các cuộc tiến công.
Đối với quân đội Đức Quốc xã, hai thất bại lớn đầu năm mới 1943 tại Ostrogozhsk-Rossosh và Voronezh-Kastornoye đã làm xuất hiện một lỗ hổng rộng hàng trăm km trên mặt trận Xô-Đức, tạo nên nguy cơ chia cắt Cụm Tập đoàn quân Trung tâm với Cụm tập đoàn quân Sông Đông (từ ngày 12 tháng 2 đổi tên thành Cụm tập đoàn quân Nam). Những thất bại liên tiếp đã buộc Hitler phải đi đến những quyết định tiến hành những biện pháp đặc biệt để cứu vãn tình hình mặt trận phía Đông. Ngay sau khi mất thành phố Kursk, quân đội Đức đã điều động Quân đoàn xe tăng 2 SS từ nước Đức sang gồm các sư đoàn xe tăng SS "Đế chế", "Adolf Hitler" và "Đầu lâu". Đây là một đơn vị đột kích mạnh của quân đội Đức Quốc xã, gồm toàn bộ sĩ quan và binh sĩ đều thuộc lực lượng SS, được trang bị hơn 400 xe tăng "Con Cọp" và "Con Báo". Chính Quân đoàn xe tăng 2 SS đã đóng vai trò quyết định trong việc đánh chiếm thành phố Kharkov lần thứ hai từ tay Phương diện quân Voronezh (Liên Xô). Giữa tháng 3 năm 1943, tập đoàn quân xe tăng 2 và Tập đoàn quân 9 (Đức) cũng được lệnh rút khỏi "chỗ lồi" Rzhev - Vyazma để chuyển đến hướng Oryol, phía Bắc Kursk với ý đồ chuẩn bị cho trận tấn công lớn tại đây. Sau chiến dịch này, Cụm tập đoàn quân B của quân đội Đức Quốc xã bị giải thể. Quân số và các đơn vị còn lại của nó được nhập vào Cụm tập đoàn quân Sông Đông (từ ngày 12 tháng 2 là Cụm tập đoàn quân Nam). Thống chế Maximilian von Weichs được điều sang làm tư lệnh Cụm tập đoàn quân F đóng tại vùng Balkan.
Đối với quân đội Liên Xô, hai chiến dịch Ostrogozhsk-Rossosh và Voronezh-Kastornoye mặc dù thắng lợi nhưng cũng làm bộc lộ một số điểm yếu trong thực hành tác chiến tấn công. Đó là việc chuẩn bị không chu đáo việc tiếp tế nhiên liệu cho xe tăng nói riêng và toàn bộ công tác hậu cần nói chung. Trong khi thực hành các cuộc đột kích có chiều sâu lên đến 200 km thì các đơn vị hậu cần luôn luôn bị rớt lại sau. Cố nhiên bão tuyết cũng là một trong những nguyên nhân gây trở ngại nhưng điều chủ yếu là việc chuẩn bị xe cộ không chu đáo. Nhờ vào sự tháo vát của những người lính và những nông dân Cossak khi họ ủng hộ những đàn ngựa Bitiuk nổi tiếng khỏe và dẻo dai thì mới khắc phục được phần nào những thiếu sót đó. Thiếu sót này về sau vẫn lặp lại và trở thành nghiêm trọng khi quân đội Liên Xô tiếp tục tấn công trên cả hai hướng Kharkov và Zaporozhye trong chiến dịch "Nhảy Vọt".
Việc sử dụng những xe tăng T-34/76 và xe tăng KV cũng trở nên bừa bãi và vi phạm các chuẩn mực kỹ thuật. Khi được tin báo một số xe tăng KV mới đột nhiên bị mất tính năng chiến đấu, tướng Ya. N. Fedorenko, chủ nhiệm xe tăng thiết giáp đã ra mặt trận kiểm tra ngay và thấy rằng các chỉ huy xe tăng đã sử dụng nhiên liệu không đúng chủng loại, có gì dùng nấy. Họ còn chất và nhồi nhét lên xe tăng đủ thứ có thể chở được làm cho xe bị quá tải, hao mòn lớn. Những sai lầm này đã được khắc phục kịp thời nên Phương diện quân Voronezh vẫn bảo đảm đủ xe tăng cho các hướng đột kích chủ yếu.
Song sai lầm lớn nhất lại xuất phát từ tâm lý "say sưa trước chiến thắng" của các cấp chỉ huy, kể cả đối với F. I. Golikov, tư lệnh Phương diện quân Voronezh. Với ý nghĩ cho rằng quân Đức vẫn đang tháo chạy về phía Tây, F. I. Golikov vẫn tiếp tục vạch kế hoạch đánh chiếm Belgorod-Kharkov trong hành tiến mà không cần trinh sát chiến dịch, do đó đã không phát hiện được Quân đoàn xe tăng 2 SS và Tập đoàn quân xe tăng 4 (Đức) đã tập kết ở phía Nam Kharkov. Để chạy đua với thời gian, Phương diện quân Voronezh đã đưa tất cả các đơn vị thuộc quyền lên tuyến đầu, không bố trí lực lượng dự bị chiến dịch. Và kết quả là trong giai đoạn cuối của Chiến dịch Belgorod-Kharkov sau đó một tháng, Phương diện quân Voronezh đã gặp thất bại nghiêm trọng và chỉ giữ được Kharkov trong 28 ngày ngắn ngủi khi phát xít Đức đánh bại quân đội Liên Xô tại sườn Tây Nam của mặt trận Xô-Đức trong Chiến dịch Donets.